# Veere (miasto)
Veere – miasto w południowo-zachodniej Holandii, w gminie Veere, w prowincji Zelandia, położone na półwyspie Walcheren, nad jeziorem Veerse Meer (dawniej cieśniną Veerse Gat). W 2013 roku miasto liczyło 1621 mieszkańców. Zlokalizowane jest na północny wschód od Middelburga nad Kanałem przez Walcheren (Kanaal door Walcheren).

## Historia
Veere powstało jako port w XIII w., jako osada Kampvere lub Ter Veere i do połowy XVI w. była jedną z głównych baz floty holenderskiej.
W przeszłości Veere było portem handlowym, będącym ważnym ośrodkiem handlu szkocką wełną. W 1541 stał się magazynem szkockiej wełny w Holandii. W 1600 na 3000 mieszkańców 300 było Szkotami z dużą autonomią (administrator wyznaczony przez szkockiego króla, własny notariusz, starszy policjant i sędzia).
Do lokalnych zabytków należą XIV-wieczny kościół (Onze-Lieve-Vrouwekerk (Veere)) i późnogotycki ratusz oraz dawne domy szkockich kupców.

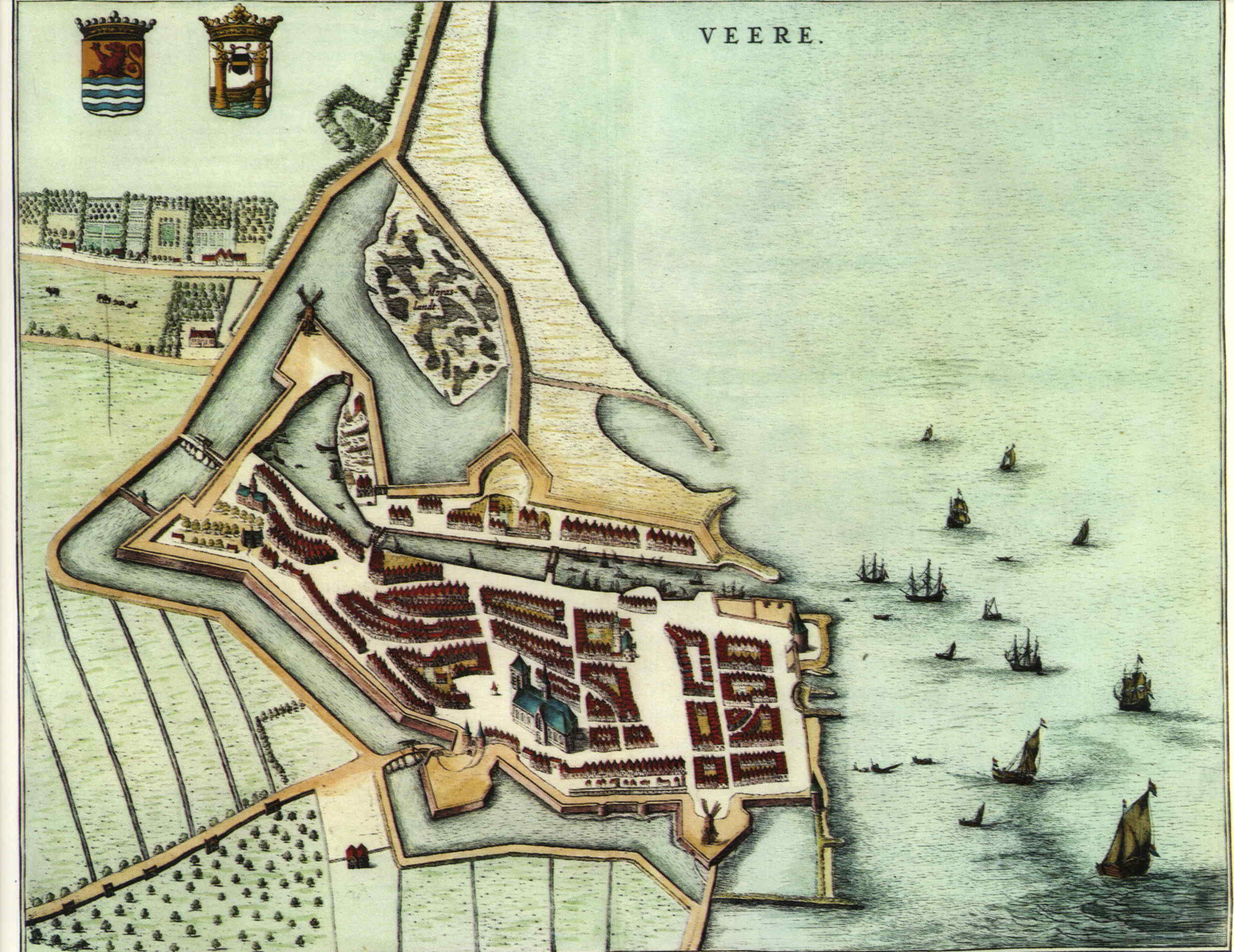
Veere w 1652 J. Blaeu

## Atrakcje turystyczne
- Duży Kościół (Grote Kerk) - ufundowany w 1342 rozbudowywany do 1520. W 1521 wstrzymano dalsze prace budowlane i z tego powodu kościół posiada sklepienie drewniane zamiast zaplanowanego kamiennego sklepienia sieciowego[4]
- Ratusz (Stadhuis van Veere) - wybudowany w latach 1474 - 1477 w stylu późnogotyckim z figurami 4 mężczyzn i 3 kobiet z Veere na fasadzie budynku od strony rynku. Na wieży ratusza znajduje się zegar połączony z carillonem posiadającym 47 dzwonów[5][6]
- Domy kupców szkockich „Het Lammeken” i „De Struys” (De Schotse Huizen „Het Lammeken” i „De Struys”) - od 1950 mieszczą muzeum ze zbiorem mebli, porcelany i strojów regionalnych[6]
- Campveerse Toren - wieża obronna z XV w. chroniąca wejście do portu w Veere
- Młyn zbożowy De Koe z 1909
- historyczny targ z pokazami np.: wyrabiania musztardy wg starych przepisów, czy słodyczy przez sprzedawców w odpowiednich strojach historycznych w każdy wtorek lipca i sierpnia w godzinach 10:00-17:00
- targ rybny z możliwością spróbowania świeżo wędzonych i smżonych ryb, oraz słynne bułki z matjasem (niespełna roczna forma śledzia odławiana przed pierwszym tarłem[7]) w każdą sobotę  w godzinach 10:00-16:00 od końca maja do końca sierpnia

## Galeria

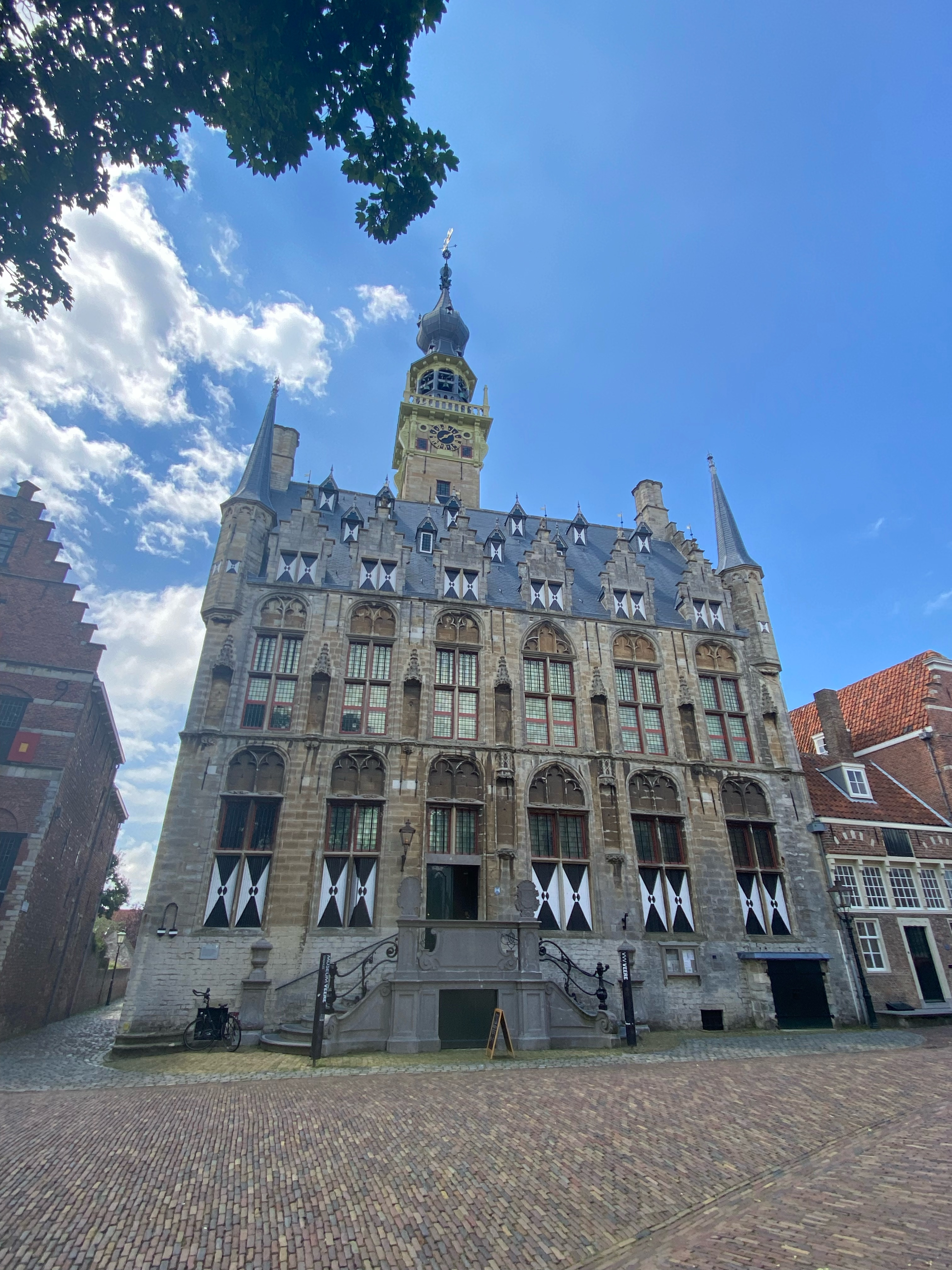
Ratusz w Veere (2021)
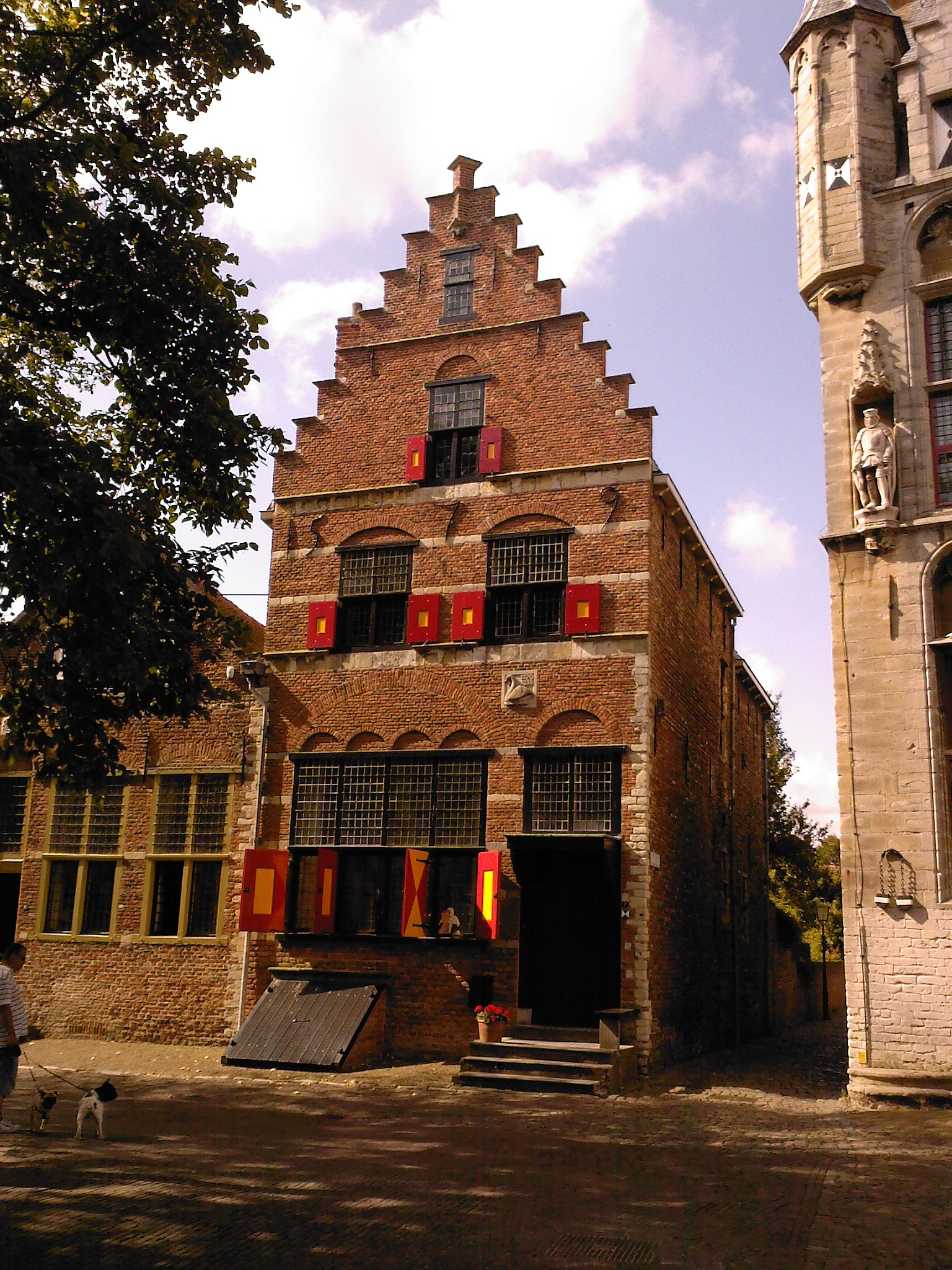
Jeden ze starych domów obok ratusza
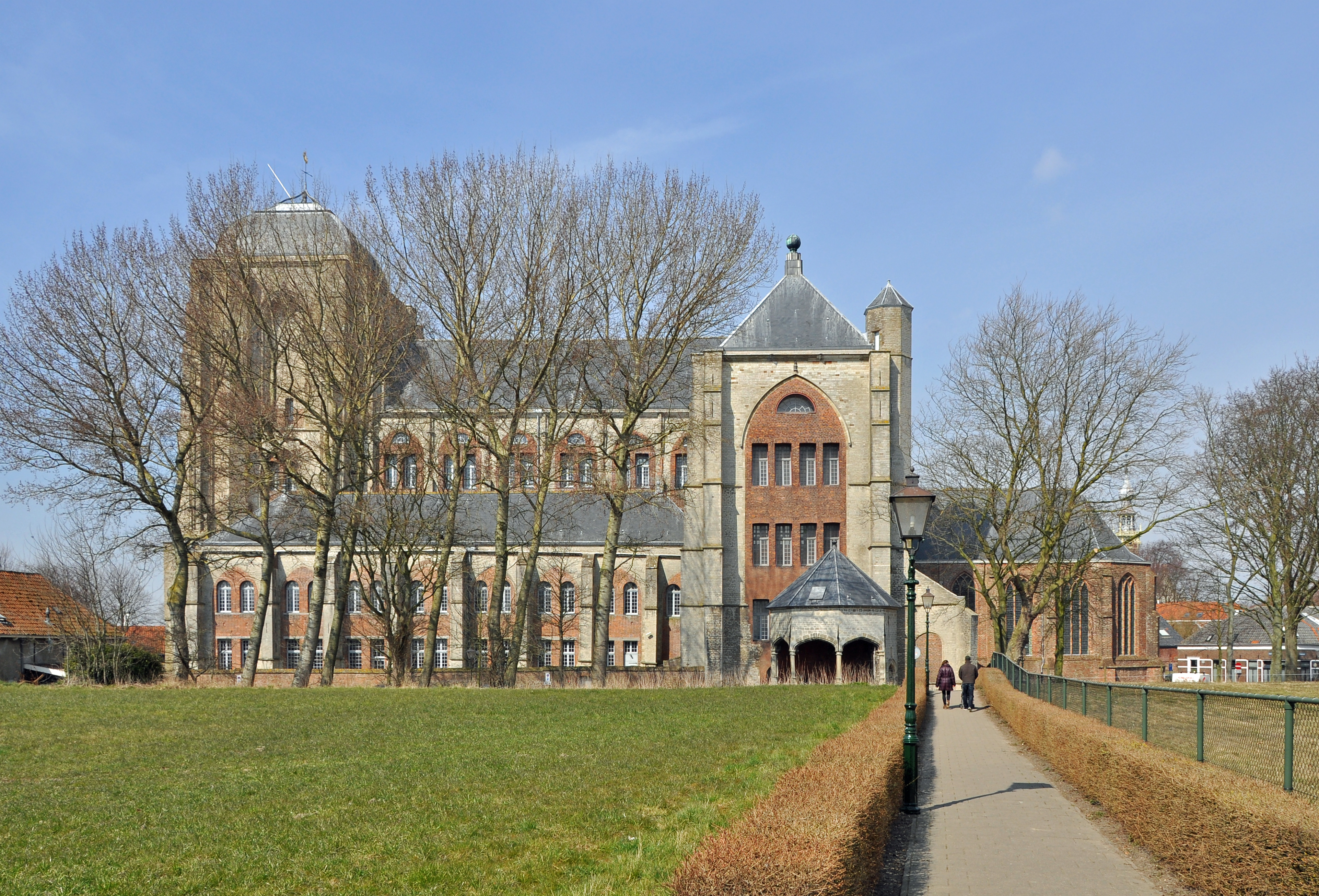
Onze-Lieve-Vrouwekerk (zwany też Grote Kerk)
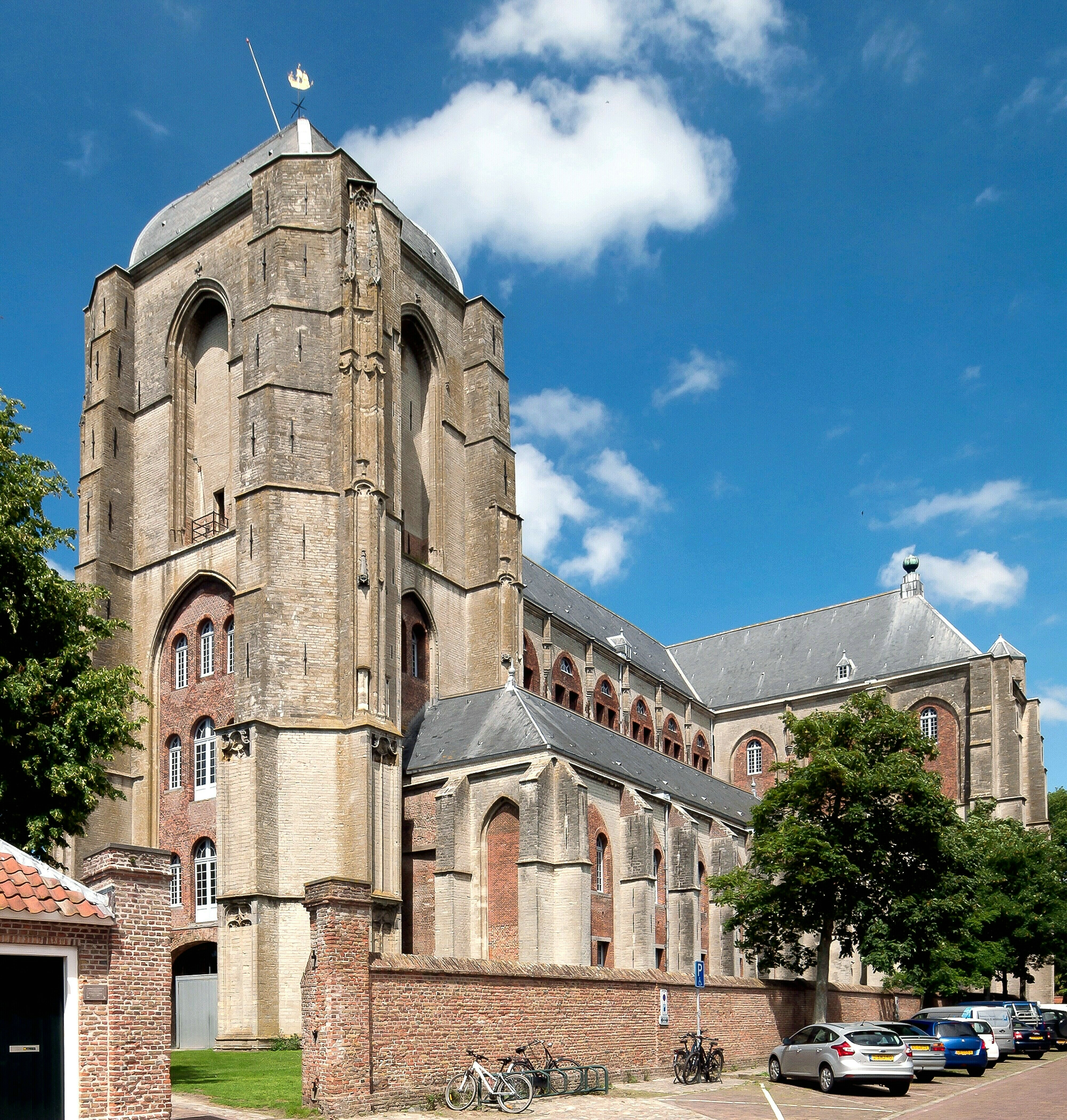
Kościół Onze-Lieve-Vrouwekerk (zwany też Grote Kerk) z XIV w. w Veere
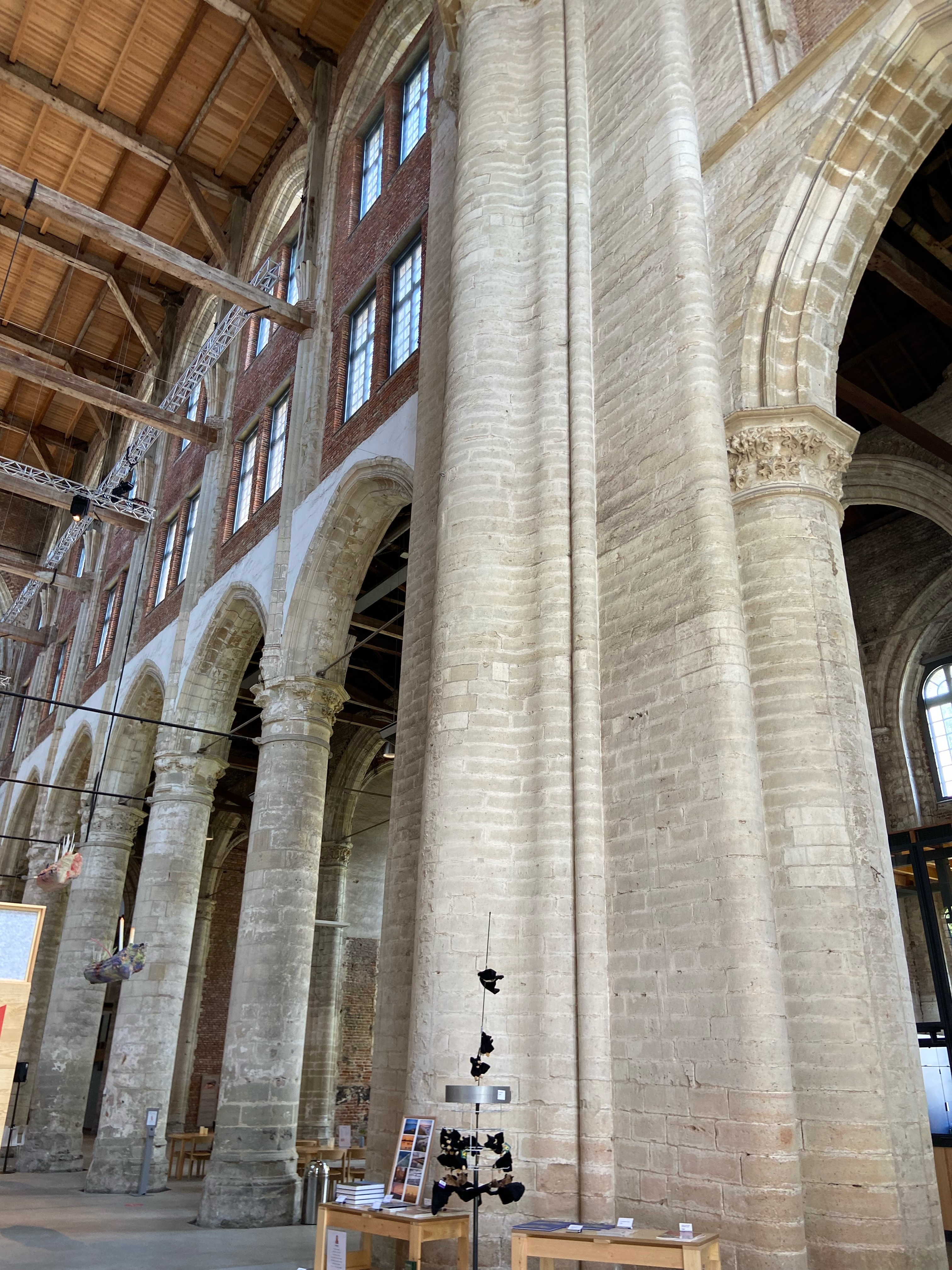
Kościół Onze-Lieve-Vrouwekerk (wnętrze)
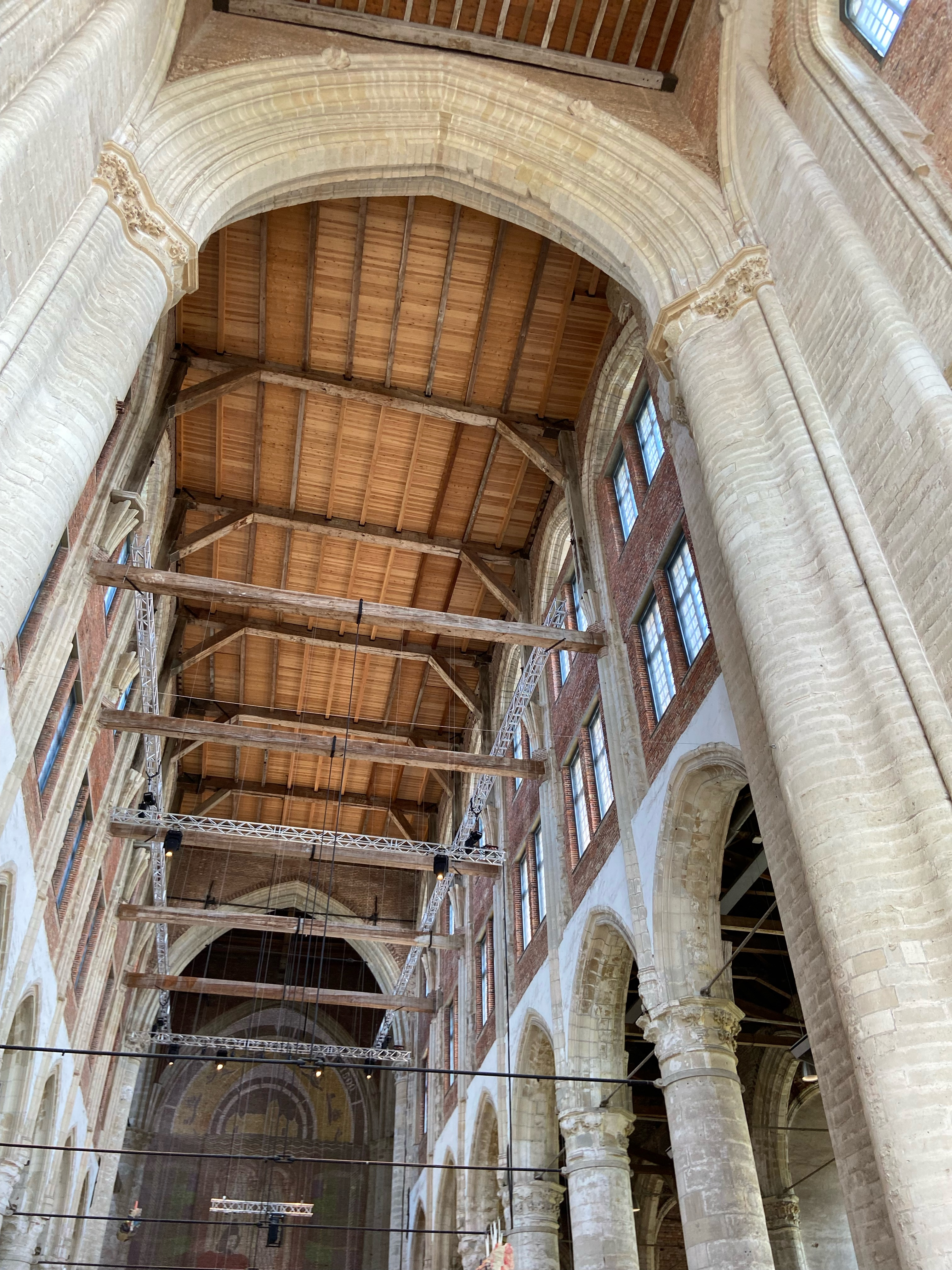
Kościół Onze-Lieve-Vrouwekerk (wnętrze)
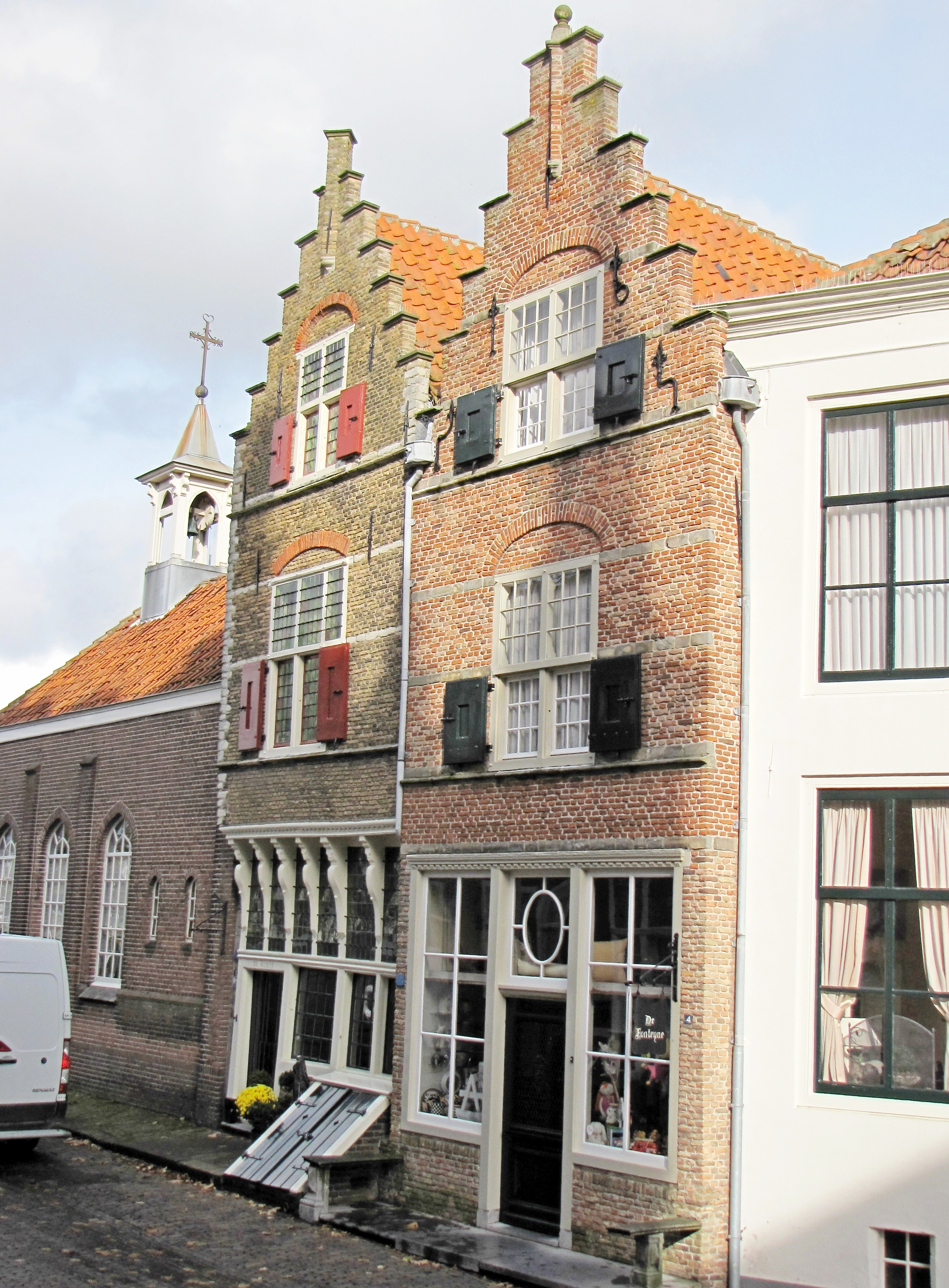
Stare domy w Veere
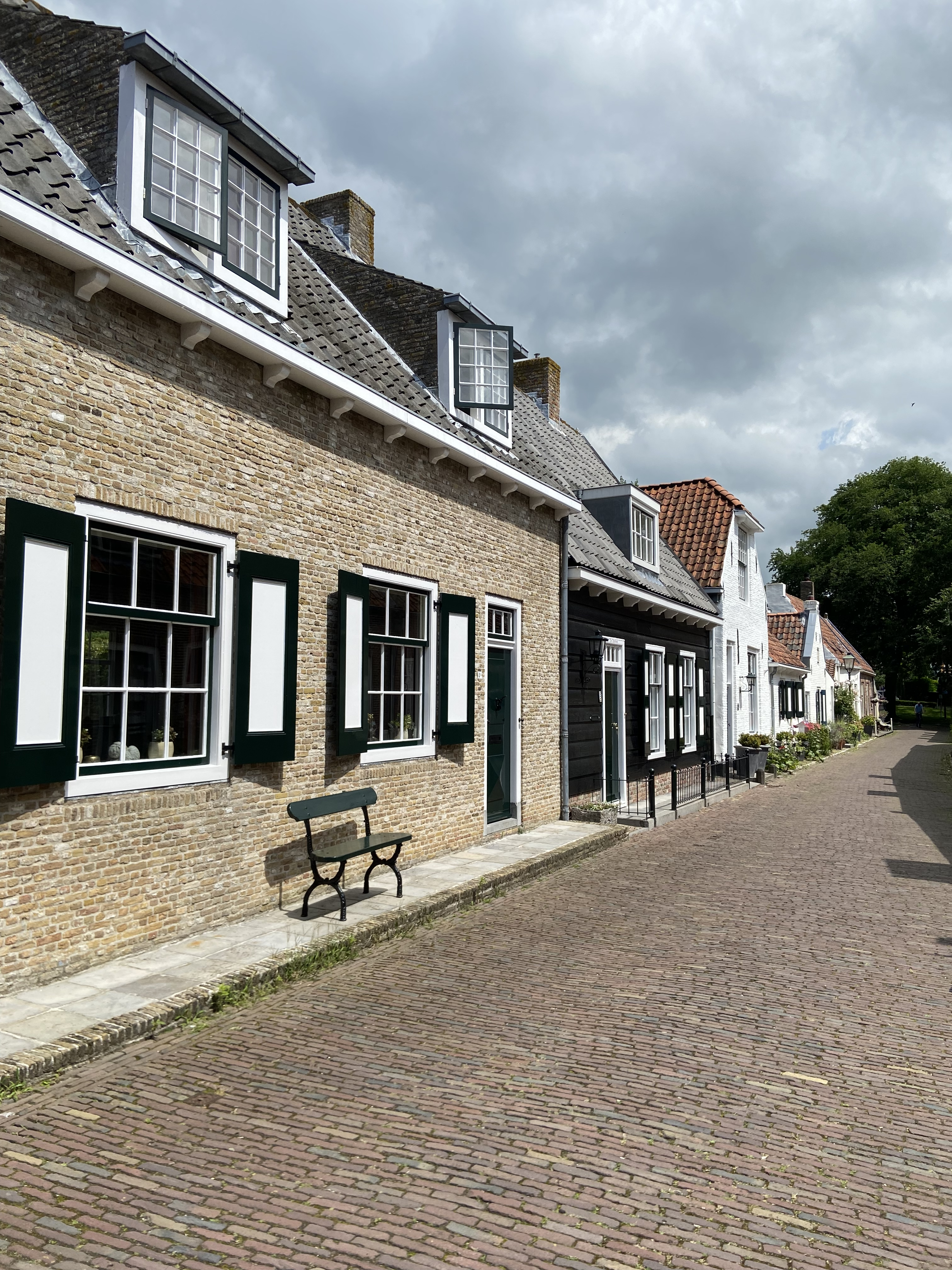
Uliczka w Veere
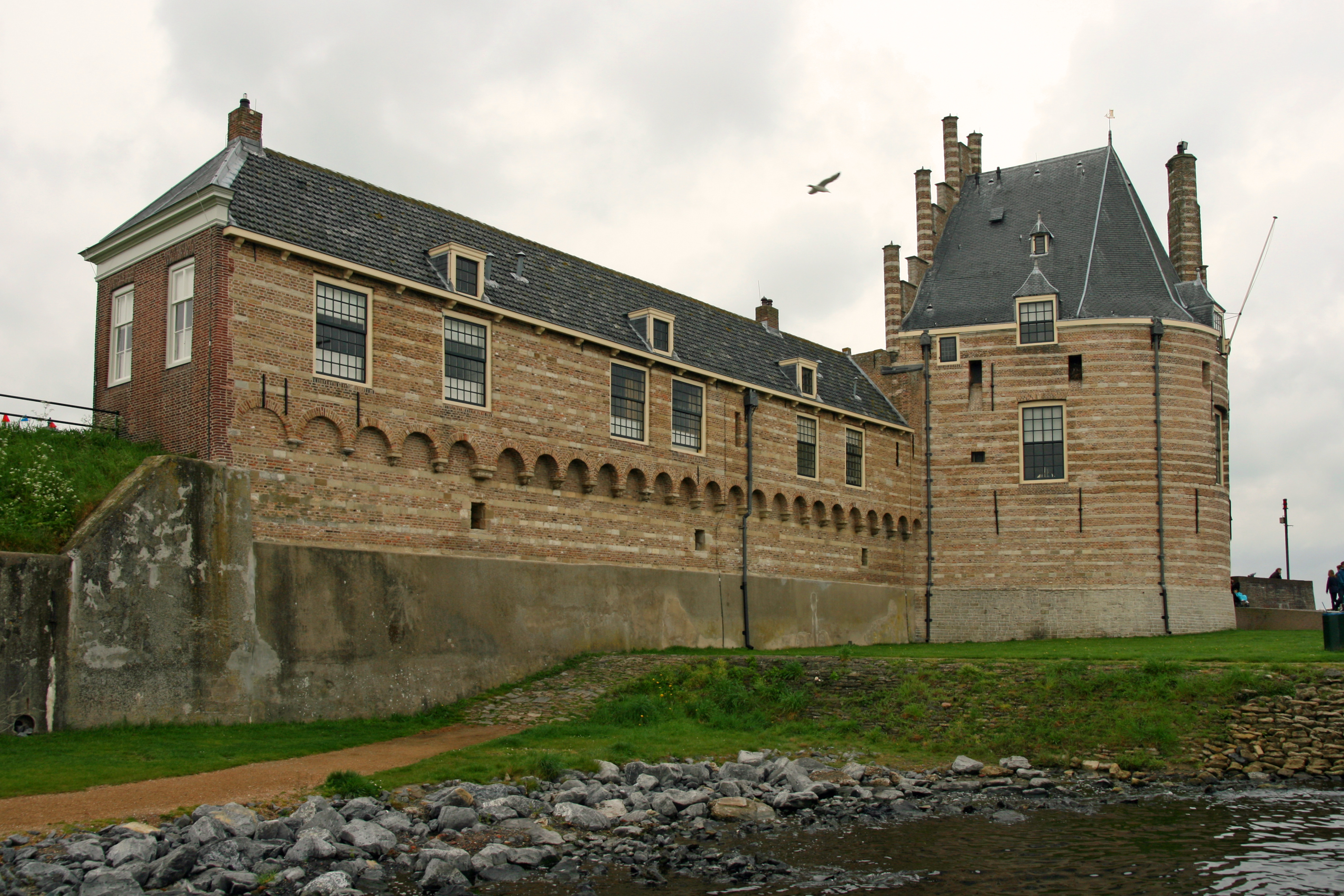
Campveerse Toren - wieża obronna chroniąca wejście do portu w Veere
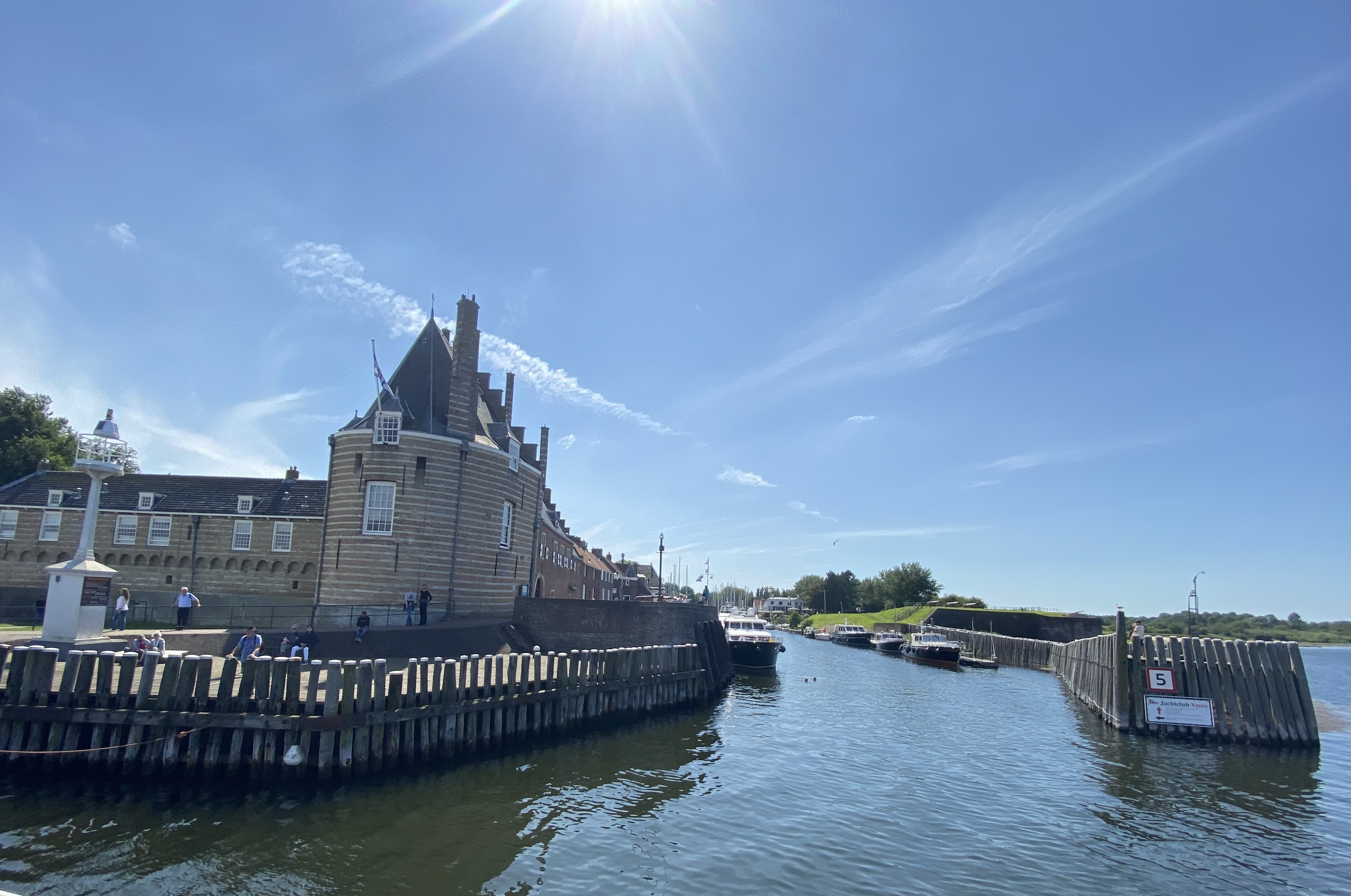
Campveerse Toren od strony Veerse Meer z widocznym wejściem do portu
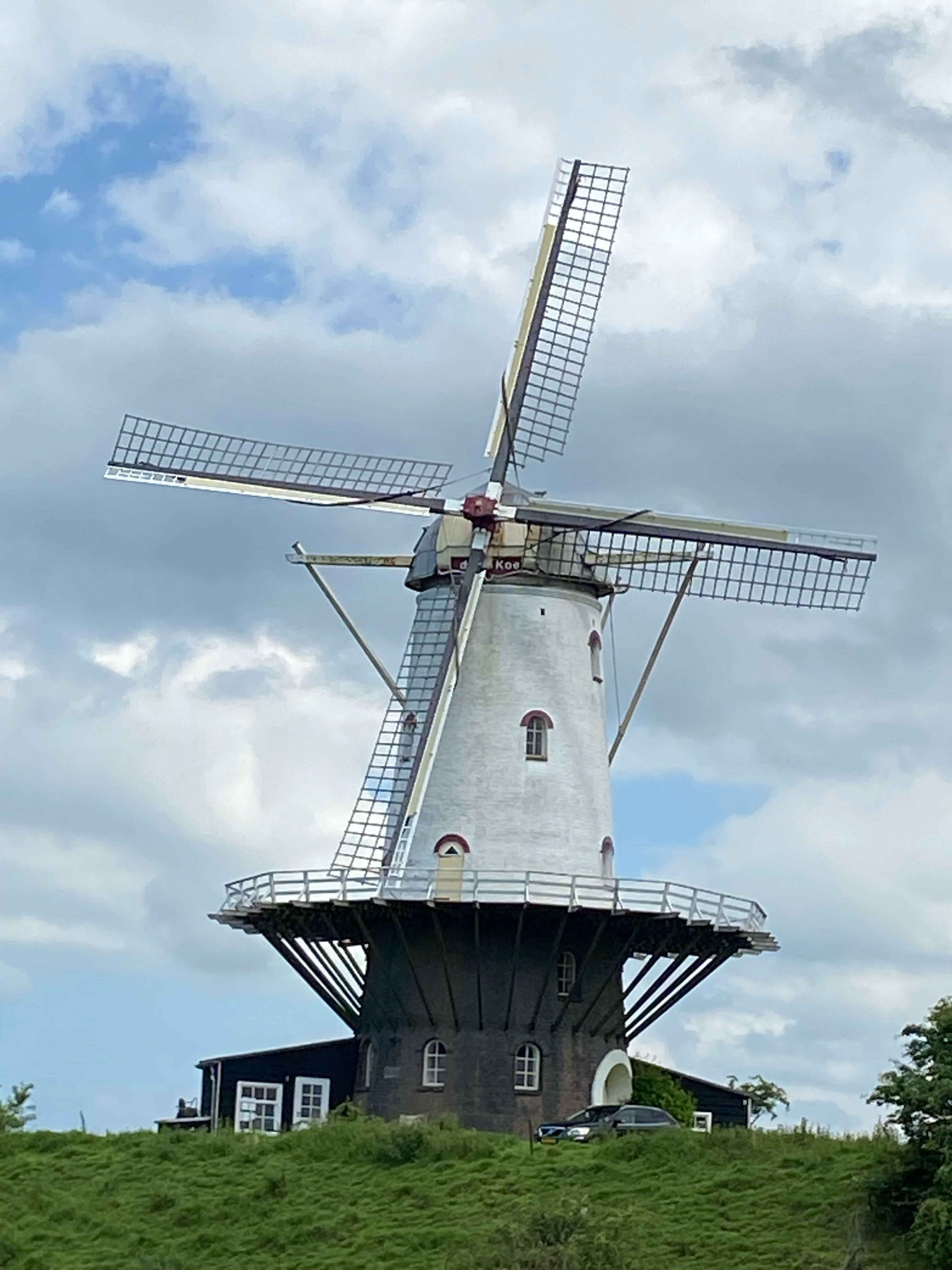
Wiatrak De Koe w Veere z 1909